# Horní rybník (Veselí u Přelouče)
Horní rybník  o rozloze vodní plochy 0,61 ha se nalézá na jižním okraji obce Veselí u Přelouče u silnice II. třídy č. 342 vedoucí z Valů do obce Svinčany v okrese Pardubice. Rybník je využíván pro chov ryb a zároveň představuje lokální biocentrum pro rozmnožování obojživelníků.

## Historie
Horní rybník byl založen v třicátých let 16. století, jako součást kaskády Veselských rybníků. Původně ji tvořilo šest rybníků, větší z nich Horní, Návesník, Kuchyňka a tři níže položené rybníčky, které se zřejmě jmenovaly Hlubina, Čeperka a Rybníček. Do dnešní doby se dochovaly pouze Horní rybník a Návesník.

## Galerie

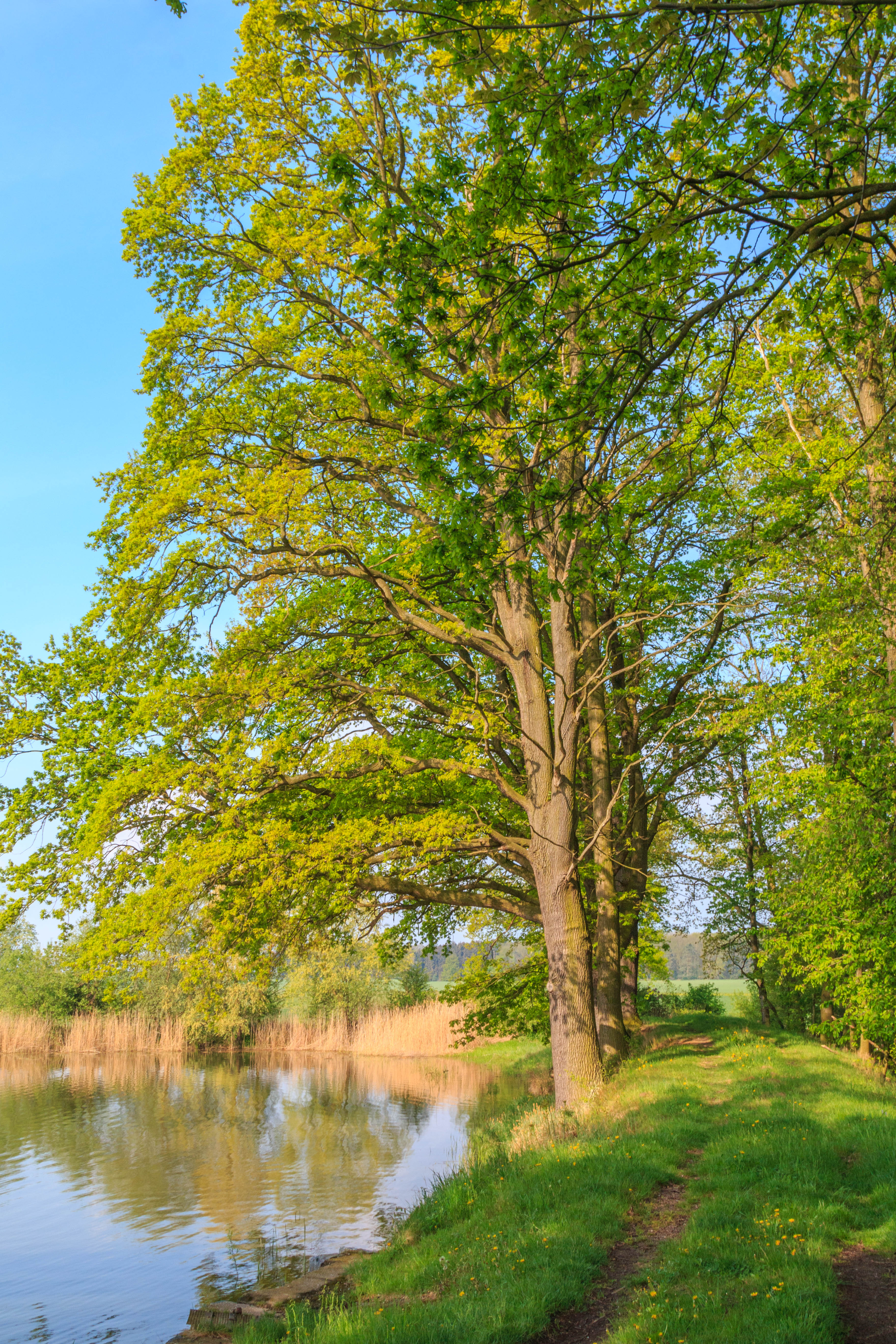
pohled na Horní rybník u Veselí
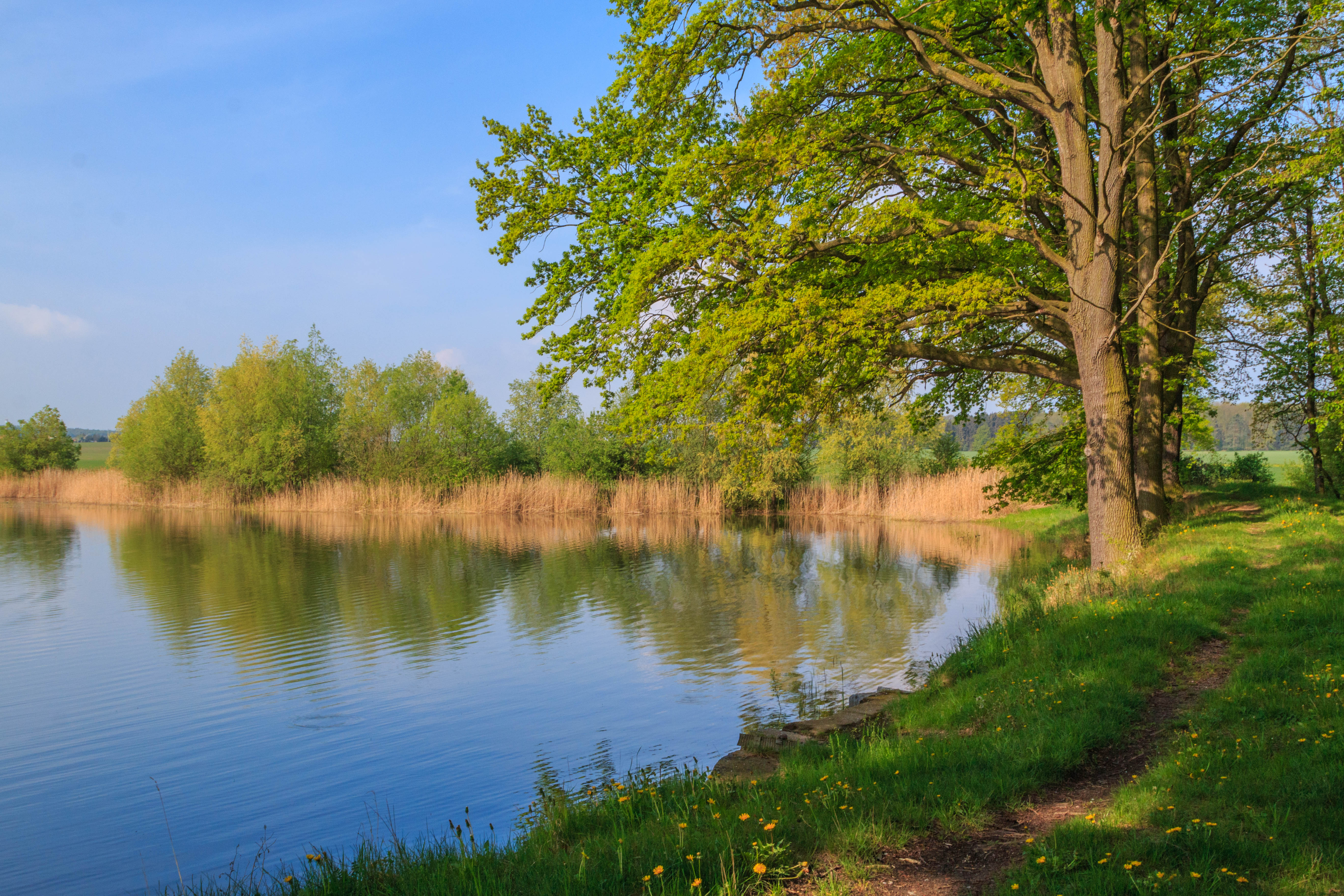
pohled na Horní rybník u Veselí
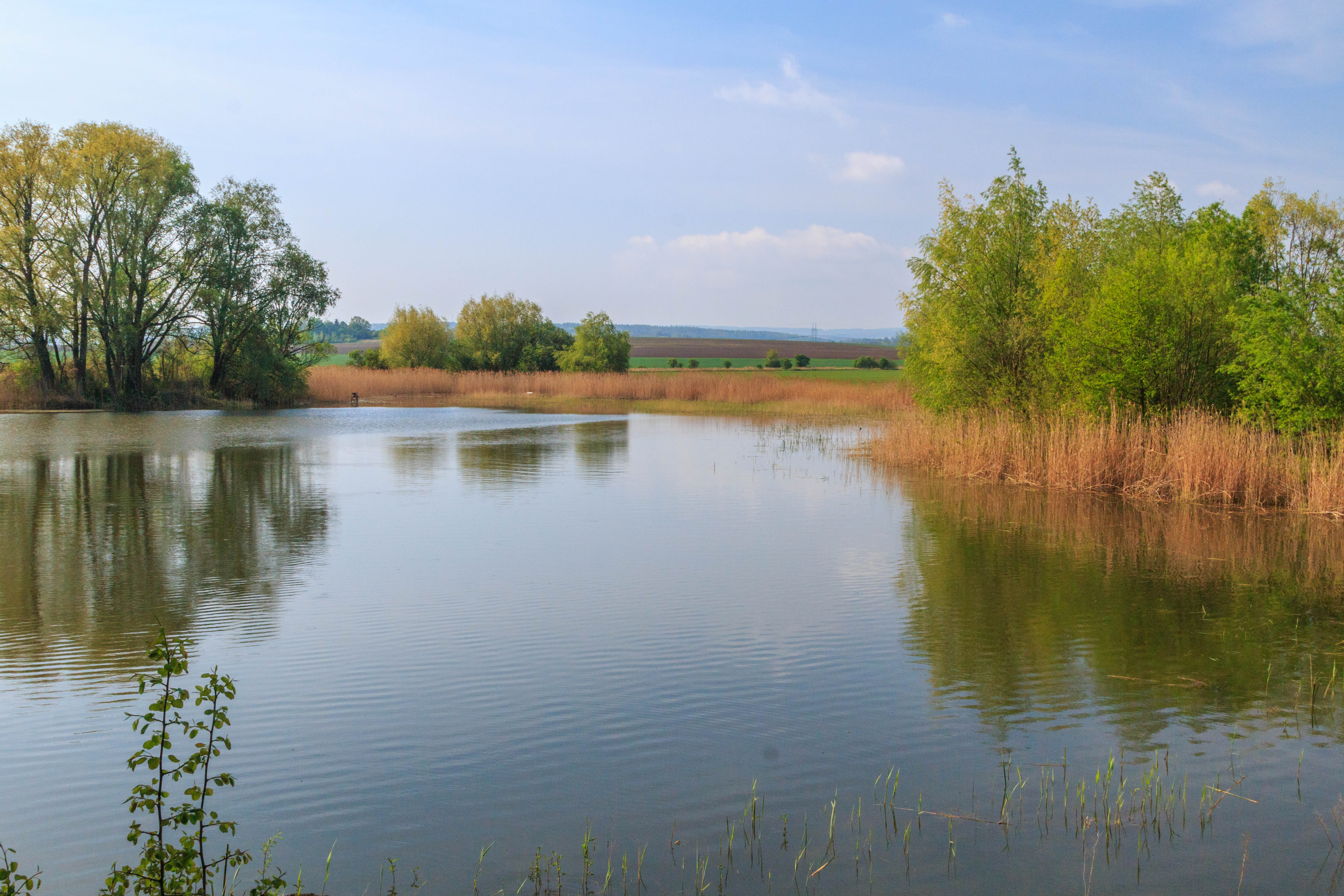
pohled na Horní rybník u Veselí
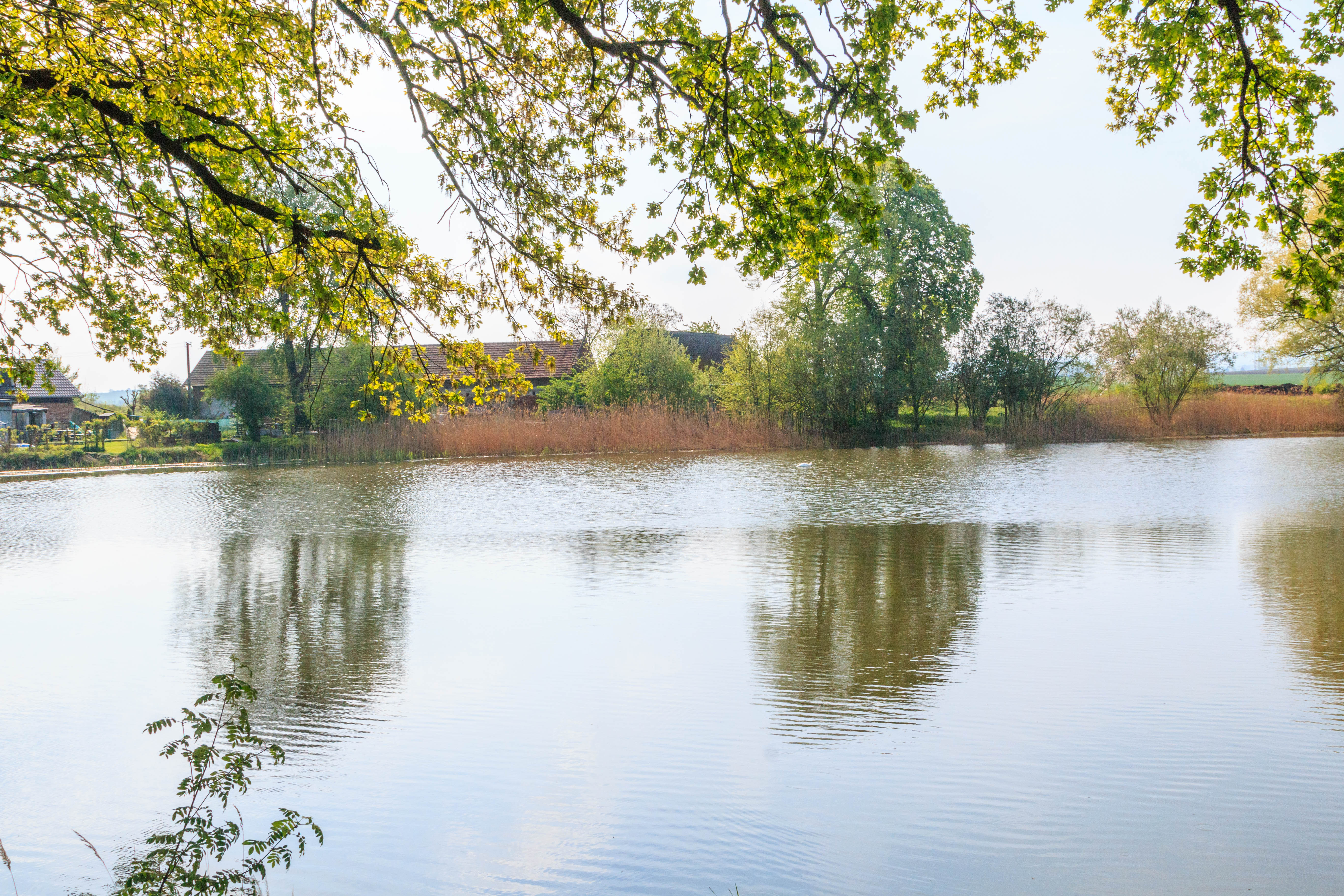
pohled na Horní rybník u Veselí